# Ayelet Zurer
Ayelet July Zurer (Hebreeuws: איילת זורר) (Tel Aviv, 28 juni 1969) is een Israëlische actrice. Ze speelde in onder meer de (hoofdzakelijk) Engelstalige films Munich en Angels & Demons, nadat ze van 1991 tot en met 2005 al verscheen in verschillende Frans en Hebreeuws gesproken producties.
Zurer kreeg zowel van de Israeli Television Academy als de Israeli Film Academy (beide in 2006) al eens een prijs voor beste actrice.

## Filmografie
- Daredevil: Born Again (2025)
- You (2021)
- Milada (2017) — Een biografische film over de veroordeling en executie van Milada Horáková.
- Ben-Hur (2016)
- Daredevil (2015-2019)
- Shtisel (2013-2021)
- Man of Steel (2013)
- Vantage Point (2008)
- Angels & Demons (2009)
- Lightbulb (2009)
- Adam Resurrected (2008)
- Rak Klavim Ratzim Hofshi (2007)
- Fugitive Pieces (2007)
- Munich (2005)
- Mashehu Matok (2004)
- Ish HaHashmal (2003)
- Ha-Asonot Shel Nina (2003)
- Kikar Ha-Halomot (2001)
- Ha-Dybbuk B'sde Hatapuchim Hakdoshim (1998)
- Nikmato Shel Itzik Finkelstein (1993)
- Pour Sacha (1991)